# Армонк (Нью-Йорк)
Армонк (англ. Armonk) — переписна місцевість (CDP) в США, в окрузі Вестчестер штату Нью-Йорк. Населення — 4495 осіб (2020).

## Географія
Армонк розташований за координатами 41°8′2″ пн. ш. 73°43′5″ зх. д. / 41.13389° пн. ш. 73.71806° зх. д. (41.133800, -73.717990).  За даними Бюро перепису населення США в 2010 році переписна місцевість мала площу 15,69 км², з яких 15,45 км² — суходіл та 0,24 км² — водойми.

## Демографія
Згідно з переписом 2010 року, у переписній місцевості мешкало 4330 осіб у 1413 домогосподарствах у складі 1185 родин. Густота населення становила 276 осіб/км².  Було 1482 помешкання (94/км²).
Расовий склад населення:
| - 92,7 % — білих - 4,7 % — азіатів - 0,7 % — чорних або афроамериканців |

До двох чи більше рас належало 1,2 %. Частка іспаномовних становила 5,1 % від усіх жителів.
За віковим діапазоном населення розподілялося таким чином: 32,5 % — особи молодші 18 років, 55,5 % — особи у віці 18—64 років, 12,0 % — особи у віці 65 років та старші. Медіана віку мешканця становила 40,8 року. На 100 осіб жіночої статі у переписній місцевості припадало 97,0 чоловіків;  на 100 жінок у віці від 18 років та старших — 92,6 чоловіків також старших 18 років.
Середній дохід на одне домашнє господарство  становив 303 240 доларів США (медіана — 183 036), а середній дохід на одну сім'ю — 330 034 долари (медіана — 207 414). За межею бідності перебувало 1,9 % осіб, у тому числі 0,8 % дітей у віці до 18 років та 0,0 % осіб у віці 65 років та старших.
Цивільне працевлаштоване населення становило 2046 осіб. Основні галузі зайнятості: фінанси, страхування та нерухомість — 22,0 %, освіта, охорона здоров'я та соціальна допомога — 21,5 %, науковці, спеціалісти, менеджери — 18,4 %.